# Walk on Water (Ira Losco)
Walk on Water (Camminare sull'acqua) è un singolo della cantante maltese Ira Losco, presentato il 17 marzo 2016 e messo in commercio prima il 30 marzo su etichetta discografica Universal Music Denmark e poi l'8 aprile attraverso Warner Music Sweden. Il brano è stato scritto e composto da Lisa Desmond, Tim Larsson, Tobias Lundgren, Molly Pettersson Hammar e Ira Losco.
Con Walk on Water Ira Losco ha rappresentato Malta all'Eurovision Song Contest 2016. È stata la seconda volta all'Eurovision per la cantante, che è arrivata seconda nell'edizione del 2002 cantando 7th Wonder.

## Pubblicazione
Il 23 gennaio 2016 Ira Losco ha partecipato alla finale nazionale maltese per la selezione dell'artista e della canzone da mandare all'Eurovision Song Contest 2016 con il brano Chameleon, con il quale ha vinto il voto del pubblico e della giuria.
Tuttavia, il mese successivo è stato reso noto dall'editore maltese Public Broadcasting Services che una giuria di esperti avrebbe deciso quale delle dieci canzoni registrate da Ira, fra cui una nuova versione di Chameleon mandare all'Eurovision. La scelta è ricaduta su Walk on Water, scritta da Ira insieme a un team svedese. L'annuncio della canzone è avvenuto il 14 marzo 2016, e la presentazione al pubblico si è tenuta il 17 marzo con la pubblicazione del relativo videoclip.

## Video musicale
Il videoclip di Walk on Water è stato filmato a inizio marzo 2016 sull'isola maltese di Gozo e al Malta National Aquarium presso la località di Baia di San Paolo sull'isola di Malta. La pubblicazione del video è stata annunciata durante un notiziario sull'ente televisivo nazionale maltese TVM ed è avvenuta il 17 marzo 2016 sui siti di TVM e dell'Eurovision Song Contest.

## Partecipazione all'Eurovision Song Contest
Per promuovere la sua canzone Ira ha preso parte a concerti con altri partecipanti all'Eurovision a Riga il 2 aprile 2016 e a Mosca il 3 aprile, oltre che ad Amsterdam il 9 aprile durante l'evento Eurovision in Concert. All'Eurovision Ira ha cantato Walk on Water per diciottesima e ultima nella prima semifinale, che si è tenuta il 10 maggio a Stoccolma, e si è qualificata per la finale del 14 maggio, dove ha cantato per ventiduesima su 26 partecipanti.
Nella semifinale Ira Losco si è piazzata terza su 18 partecipanti, totalizzando 209 punti. Ira ha vinto il voto della giuria, arrivando prima con 155 punti, ma si è piazzata solo decima nel televoto, con 54 punti. Nella finale Walk on Water si è piazzata dodicesima su 26 partecipanti, totalizzando 153 punti. Di questi, 137 sono provenuti dal voto della giuria, nel quale si è piazzata quarta; Ira ha ottenuto il massimo di 12 punti dal Montenegro. Nel televoto, tuttavia, Walk on Water è arrivata solo ventunesima, ricevendo 16 punti (6 dall'Australia, 5 dall'Armenia e 5 dall'Azerbaigian).

## Tracce
Download digitale (Universal Music Denmark)
1. Walk on Water – 3:03

Download digitale (Warner Music Sweden)
1. Walk on Water – 3:05
2. Haunted by Love – 3:59